# Friedrich Frisius
Pour les articles homonymes, voir Frisius.
Friedrich Frisius, né le 17 janvier 1895 à Bad Salzuflen dans la principauté de Lippe-Detmold et mort le 30 août 1970 à Lingen en Allemagne de l'Ouest, est un amiral de la Kriegsmarine. Pendant la Seconde Guerre mondiale, il fut responsable du littoral du Pas-de-Calais. Il commanda notamment les troupes allemandes dans la poche de Dunkerque entre septembre 1944 et mai 1945. 

## Biographie
Il entre dans la Kaiserliche Marine comme cadet en 1913, il est formé sur le croiseur protégé Victoria Louise juste avant le déclenchement de la Première Guerre mondiale. Durant la guerre, il est affecté sur des torpilleurs et des croiseurs, il est alors promu lieutenant. Durant l'entre-deux-guerres, il commanda un torpilleur, il fut également affecté à la défense côtière de la mer Baltique entre 1919 et 1923, il réalisa, de plus, des missions de maintien de l'ordre de la République de Weimar et de répressions des soulèvements communistes. D'autre part, il rejoignit l'Abwehr, le service de renseignement allemand du ministère de la défense, entre 1929 et 1931 ainsi qu'entre 1935 et la fin de la Seconde Guerre mondiale. Entre 1931 et 1935, il commanda deux bâtiments et eut un poste à l'école navale à Mûrwik.
En 1939, il intègre l'état-major au centre des services de la marine de guerre de Hambourg. Après la campagne de France, il est transféré au centre de Boulogne-sur-Mer. Le 26 janvier 1941, il est nommé commandant de la défense côtière de Boulogne-sur-Mer. Du 16 décembre 1941 au 28 octobre 1944, il est au commandement des défenses de l'intégralité du Pas-de-Calais, bien que celles-ci ne voient le feu qu'à partir du 15 septembre 1944. Il fut ensuite placé au commandement de la festung (forteresse) de Dunkerque, Festung Dünkirchen. Il fut à la tête des forces allemandes lors du long siège de la ville, Frisius avait entretemps été nommé vice-amiral le 30 septembre 1944. 
Frisius réussit une défense tenace et efficace de Dunkerque. Dans un contexte d’effondrement  accéléré des forces allemandes en Europe, il réussit à maintenir un bon niveau de moral et d'efficacité au sein de ses troupes. La dernière opération offensive allemande en France fut la contre-attaque qu'il lança  contre les troupes alliées qui encerclaient la poche à l'aube du 5 avril 1945. Bien qu'infructueuse, elle fut suffisamment puissante pour causer des difficultés aux Alliés. Frisius signa la capitulation sans condition de la ville le 9 mai 1945, le lendemain de la victoire alliée. Il fut détenu comme prisonnier de guerre à Island Farm, dans le sud du Pays-de-Galles, le camp spécial 11 de Bridgend jusqu'à sa libération le 6 octobre 1947. 

« WARNUNG ! An die deutschen Truppen in DÜNKIRCHEN ! Eure letzte Gelegenheit, Euch der Heeresgruppe Montgomery anzuschliessen, ist bald vorüber. Zeigt weisse Fahnen über Euren Stellungen ! Zur Besprechung der Übergabe wird Admiral Frisius oder ein beglaubigter Vertreter durch die alliierten Linien gelassen.   ZG 130 »

« AVERTISSEMENT! Aux troupes allemandes à Dunkerque ! Votre dernière opportunité de rejoindre le groupe d'armées Montgomery sera bientôt terminée. Montrez des drapeaux blancs sur vos positions ! L'amiral Frisius ou un représentant accrédité sera autorisé à traverser les lignes alliées pour discuter de la passation de pouvoir. ZG130 »

## Décorations
- Croix de fer 1914, 1er et 2e classe.
- Le fermoir de la Croix de fer 1939, 1er et 2e classe.
- Croix allemande en or, reçue le 16 septembre 1944.